# Rainer Klump
Rainer Klump (* 27. September 1958 in Darmstadt) ist ein deutscher Ökonom und Professor für Volkswirtschaftslehre. Von 2015 bis 2017 war er Rektor der Universität Luxemburg.

## Leben
Von 1978 bis 1983 studierte Klump Volkswirtschaftslehre an den Universitäten Mainz, Paris I (mit Stipendium des Deutsch-Französischen Jugendwerks) und Erlangen-Nürnberg. 1985/86 absolvierte er einen Forschungsaufenthalt in der International Finance Division des Federal Reserve Board in Washington, D.C. Für seine Dissertation erhielt er 1987 den Heinz Maier-Leibnitz-Preis der Deutschen Forschungsgemeinschaft (DFG).
Von 1992 bis 1997 war Klump als Professor für Volkswirtschaftslehre und Wirtschaftliche Entwicklung am Volkswirtschaftlichen Institut der Julius-Maximilians-Universität Würzburg tätig. Von 1997 bis 2000 hatte er den Lehrstuhl für Wirtschaftspolitik (Ludwig-Erhard-Stiftungsprofessur) an der Universität Ulm inne. Von Oktober 2000 bis 2015 und seit 2017 vertrat er den Lehrstuhl für Volkswirtschaftslehre, insb. Wirtschaftliche Entwicklung und Integration an der Goethe-Universität Frankfurt am Main. Er war in dieser Zeit Mitglied der DFG-Forschergruppe (FOR 756) Vulnerability to Poverty in Southeast Asia, Gründungsmitglied des Exzellenzclusters Die Herausbildung normativer Ordnungen und Mitglied des interregionalen Forschungsprogramms Afrikas Asiatische Optionen (AFRASO). Von 2004 bis 2009 war er Mitglied des Fachkollegiums Wirtschaftswissenschaften der Deutschen Forschungsgemeinschaft. Forschungsaufenthalte führten ihn an die Universität Lyon II, die Universität Paris-Dauphine, an die Fudan-Universität (Shanghai) und die Sciences Po (Paris).
Von 2009 bis 2015 war er Vizepräsident der Goethe-Universität Frankfurt am Main. Am 15. Januar 2015 übernahm er das Amt des Rektors der Universität Luxemburg. Zum 2. Mai 2017 trat er von diesem Amt zurück. Im Juli 2020 wurde er zum wissenschaftlichen Direktor des Center for Financial Studies (CFS) im House of Finance der Universität Frankfurt berufen. Seit Juli 2022 ist er außerdem Geschäftsführender Direktor des House of Finance.

## Veröffentlichungen
- Wirtschaftsgeschichte der Bundesrepublik Deutschland. Zur Kritik neuerer wirtschaftshistorischer Interpretationen aus ordnungspolitischer Sicht. Beiträge zur Wirtschafts- und Sozialgeschichte, Band 29, Stuttgart 1985.
- Entstehung und Verwendung internationaler Schlüsselwährungen. Theoretische Erklärungen, historische Erfahrungen, wirtschaftspolitische Schlussfolgerungen. Hamburg 1986.
- Einführung in die Wirtschaftspolitik. Theoretische Grundlagen und Anwendungsbeispiele. München 1989, 2. Auflage 1992.
- (Hrsg.) Vierzig Jahre Deutsche Mark. Die politische und ökonomische Bedeutung der westdeutschen Währungsreform von 1948. Beiträge zur Wirtschafts- und Sozialgeschichte, Band 39, Stuttgart 1989.
- Geld, Währungssystem und optimales Wachstum. Ein Beitrag zur monetären Wachstumstheorie. Tübingen 1993.
- Wirtschaftspolitik. Instrumente, Ziele und Institutionen. 3. Auflage München 2013 (2. Auflage München 2011; 1. Auflage München 2006)

## Einzelbelege
1. ↑  https://wwwen.uni.lu/university/news/latest_news/university_nominates_prof_dr_rainer_klump_as_new_president
2. ↑  Rektor Rainer Klump erklärt Rücktritt. 24. Juli 2024, abgerufen am 24. Juli 2024.
3. 1 2  admin: Prof. Dr. Rainer Klump. In: Center for Financial Studies. 21. Januar 2022, abgerufen am 24. Juli 2024 (deutsch).

| Personendaten    | Personendaten      |
| ---------------- | ------------------ |
| NAME             | Klump, Rainer      |
| KURZBESCHREIBUNG | deutscher Ökonom   |
| GEBURTSDATUM     | 27. September 1958 |
| GEBURTSORT       | Darmstadt          |